# Radeljski prijevoj
Radeljski prijevoj (slo. Radeljski prelaz, njem. Radlpass), s nadmorskom visinom od 670 m, je planinski prijevoj u Alpama, koji se nalazi na granici između Austrije i Slovenije u Bundeslandu Štajerskoj.
Prijevoj počinje u općini Lieboch i prelazi na autocestu A 2 Autobahn. Uvelike ga koristi industrijski promet.

## Reference
1. ↑  Family Trips, Marenberg Castle in the town of Radlje ob Dravi, Exploring Carinthia Statistical Region with Kids. www.druzinski-izleti.si (engleski). Pristupljeno 20. svibnja 2022.
2. ↑  Eibiswald | steiermark.com. www.steiermark.com (engleski). Pristupljeno 20. svibnja 2022.